# Михайловское сельское поселение (Бурятия)
Се́льское поселе́ние «Михайловское» — муниципальное образование в Закаменском районе Бурятии Российской Федерации.
Административный центр — село Михайловка.

## История
Статус и границы сельского поселения установлены Законом Республики Бурятия от 31 декабря 2004 года № 985-III «Об установлении границ, образовании и наделении статусом муниципальных образований в Республике Бурятия»
В октябре 2024 года сельское поселение «Усть-Бургалтайское» было упразднено. Улус Усть-Бургалтай вошло в состав сельского поселения Михайловское.

## Население
| 2002 | 2011  | 2012  | 2013  | 2014  | 2015  | 2016 |
| ---- | ----- | ----- | ----- | ----- | ----- | ---- |
| 1222 | ↘1122 | ↘1065 | ↗1075 | ↘1045 | ↘1016 | ↘984 |
| 2017 | 2018  | 2019  | 2020  | 2021  | 2023  | 2024 |
| ↘967 | ↘938  | ↘916  | ↘895  | ↗939  | ↘908  | ↘899 |

## Состав сельского поселения
| № | Населённый пункт | Тип населённого пункта       | Население |
| - | ---------------- | ---------------------------- | --------- |
| 1 | Михайловка       | село, административный центр | ↘899      |
| 2 | Усть-Бургалтай   | улус                         | ↘275      |